# Erich Rothacker
Erich Rothacker, né le 12 mars 1888 à Pforzheim et mort le 11 août 1965 à Bonn, est un philosophe et sociologue allemand.

## Biographie
Après avoir étudié la philosophie, l'histoire, les sciences naturelles et la médecine à Munich, Kiel et Strasbourg, Erich Rothacker obtient un doctorat de l'université de Tübingen avec une thèse sur l'historien Karl Lamprecht.
Il reçoit son Habilitation für Philosophie en 1920, à l'Université de Heidelberg, où il enseignera plusieurs années. Ses travaux s'inscrivent dans le courant de l'anthropologie philosophique et de la Lebensphilosophie. Il fut le directeur de thèse de Jürgen Habermas et il enseigna notamment à Karl-Heinz Ilting (de) et Karl-Otto Apel.

## Publications (titres originaux)
- Einleitung in die Geisteswissenschaften, Tübingen 1920 (2. Aufl. 1930)
- Logik und Systematik der Geisteswissenschaften. Handbuch der Philosophie, München/Berlin 1926 (3. Aufl. Bonn 1948)
- Geschichtsphilosophie. Handbuch der Philosophie, München/Berlin 1934
- Die Schichten der Persönlichkeit, Leipzig 1938 (7. Aufl. 1966)
- Probleme der Kulturanthropologie, Bonn 1942 (2. Aufl. 1966)
- Mensch und Geschichte. Studien zur Anthropologie und Wissenschaftsgeschichte, Bonn 1950
- Die dogmatische Denkform in den Geisteswissenschaften und das Problem des Historismus, Mainz 1954
- Psychologie und Anthropologie. Jahrbuch für Psychologie. 1. Halbband, 1957
- Intuition und Begriff. Ein Gespräch mit J. Thyssen, Bonn 1963
- Philosophische Anthropologie. Vorlesungen aus den Jahren 1953/54, Bonn 1964 (2. Aufl. 1966)

Posthume
- Zur Genealogie des menschlichen Bewußtseins. Eingeleitet und durchgesehen von W. Perpeet, Bonn, 1966
- Gedanken zu Martin Heidegger, Bonn, 1973
- Das „Buch der Natur“. Materialien und Grundsätzliches zur Metapherngeschichte. Aus dem Nachlaß. Hrsg. von W. Perpeet, Bonn, 1970